# Arenaria dsharaensis
Arenaria dsharaensis är en nejlikväxtart som beskrevs av Ferdinand Albin Pax och Hoffm. in Fedde. Arenaria dsharaensis ingår i släktet narvar, och familjen nejlikväxter. Inga underarter finns listade i Catalogue of Life.